# Gardner Fox
Gardner Francis Fox est un auteur américain (né à Brooklyn (New York) le 20 mai 1911, décédé à Brooklyn le 24 décembre 1986), C'est un auteur de l'Âge d'or des comics, il est le créateur de Flash (DC comics) et de la Justice League. Il scénarise la série Lady from L.U.S.T, plus connu en France sous le nom de O.S.S.E.X.

## Biographie
Gardner F. Fox est né à Brooklyn, New York le 20 mai 1911 d'un père ingénieur et d'une mère au foyer. Il se souvient de l'inspiration que lui ont donnée quand il était tout jeune les grands écrivains de fantasy. Pour son onzième anniversaire, il reçut Les Dieux de Mars et Le seigneur de la guerre de Mars d'Edgar Rice Burroughs, dont les livres « m'ouvrirent à un monde totalement nouveau pour moi. » Il lut en totalité les livres de Burroughs, Harold Lamb (en), Talbot Mundy (en), « dont j'ai encore des exemplaires chez moi dans ma bibliothèque » quelque 50 ans plus tard.
Fox reçut un diplôme en droit du St. John's College en 1932 et fut admis au Barreau de New York en 1935. Il exerça pendant près de deux ans mais, comme la Grande Dépression s'éternisait, il commença à écrire pour Vin Sullivan, l'éditeur de DC Comics. À ses débuts comme écrivain dans les pages de Detective Comics, Fox « contribua de façon intermittente à des récits pour presque tous les livres dans l'équipe de DC pendant l'Âge d'Or » Il collaborait fréquemment aussi à des récits en prose dans des magazines pulp de science-fiction des années 1930 et 1940. En 1937, il épouse Lynda Julia Negrini dont il a un fils, Jeffrey Francis, né en 1940 et une fille, Lynda Anne, née en 1943.
Esprit universel, Fox saupoudrait ses bandes de nombreuses références au monde historique réel, aux sciences et à la mythologie, en disant un jour : « La connaissance est une sorte de passe-temps pour moi ». Par exemple, en l'espace d'une année d'Atom Stories, Fox s'attaqua à la révolution hongroise de 1956, à la course à l'espace, à l'Angleterre du XVIIIe siècle, à la peinture sur cartes miniatures, à la mythologie nordique, et à la numismatique. Il a révélé dans ses lettres à Jerry Bails, un de ses fans, qu'il conservait un grand trésor de documents de référence, mentionnant en 1971, que:
« Je conserve deux étagères pleines à craquer. Et le grenier est bourré de livres et de magazines. Tout sur la science, la nature, ou les faits inhabituels, je peux consulter mes dossiers ou les 2000 livres au moins que je possède.  »

## Récompenses
- 1962 : Prix Alley du meilleur numéro pour The Flash n°123 (avec Carmine Infantino) ; de la meilleure histoire pour « Flash of Two Worlds » dans The Flash n°123 (avec Carmine Infantino)
- 1963 : Prix Alley de la meilleure histoire complète pour « The Planet that Came to a Standstill », dans Mystery in Space n°75 (avec Carmine Infantino) ; et du meilleur scénariste
- 1964 : Prix Alley du meilleur roman pour Crisis on Earths, dans Justice League of America n°21-22 (avec Mike Sekowsky)
- 1966 : Prix Alley du meilleur roman pour « Solomon Grundy Goes on a Rampage », dans Showcase n°55 (avec Murphy Anderson)
- 2007 : Prix Bill Finger (posthume)

## Pseudonymes
Gardner Fox a écrit sous de nombreux pseudonymes :
- Jefferson Cooper
- Bart Sommers
- Paul Dean
- Ray Gardner
- Lynna Cooper
- Rod Gray pseudonyme pour la série O.S.S.E.X

## Hommage
En 2002, un épisode de la série animée DC La Ligue des Justiciers (Légende) rend hommage à Fox et salue son travail en créant une Guilde des Justiciers similaire à ce qu'a pu être la Ligue de l'Âge d'argent (années 1950-1960).

## Créations
- Amazo
- Anti-Matter Man
- Amos Fortune (en)
- Flash (Jay Garrick)
- Cluemaster (cocréateur Carmine Infantino)
- Barbara Gordon (Batgirl) (cocréateur Carmine Infantino)
- Brainstorm (Axel Storm)
- Bug-Eyed Bandit (Bertram Larvan)
- Despero (cocréateur Mike Sekowsky)
- Doctor Fate
- Epoch (cocréateur Mike Sekowsky)
- Hawkman
- Dr. Light (cocréateur Mike Sekowsky)
- The Sandman (Wesley Dodds) (cocréateur Bert Christman)
- Shaggy Man (cocréateur Mike Sekowsky)
- The Thinker
- Doctor Destiny (Docteur Destinée) (cocréateur Mike Sekowsky)
- Ligue de justice d'Amérique
- Lords of Order
- Psycho-Pirate (en) (Charles Halstead)
- Professeur Ivo (cocréateur Mike Sekowsky)
- Felix Faust (en) (cocréateur Mike Sekowsky)
- Floronic Man (en) (cocréateur Gil Kane)
- Starman (comics) (Ted Knight)
- Société de Justice d'Amérique (JSA) (cocréateur Sheldon Mayer)
- Space Ranger (en) (cocréateur Edmond Hamilton & Bob Brown)
- Multivers DC & Earth-Two / DC Universe
- Owlman (en) (cocréateur Mike Sekowsky)
- Red Tornado (cocréateur Dick Dillin (en))
- Rag Doll
- Starro (en) (Starro the Conqueror)
- Snapper Carr (en) (cocréateur Mike Sekowsky)
- William Zard (The Wizard)
- Xotar
- Zatanna (cocréateur Murphy Anderson)

## Prix et récompenses
- 1962 : Prix Alley du meilleur scénariste ; de la meilleure histoire complète pour « The Planet that Came to a Standstill » dans Mystery in Space (en) n°75 (avec Carmine Infantino)
- 1963 : Prix Alley du meilleur roman pour Crisis on Earths dans Justice League of America n°21-22 (avec Mike Sekowsky)
- 1965 : Prix Alley du meilleur roman pour Solomon Grundy Goes on a Rampage dans Showcase n°55 (avec Murphy Anderson)
- 1978 : Prix Inkpot
- 1998 : Temple de la renommée Jack Kirby (à titre posthume)
- 1999 : Temple de la renommée Will Eisner (à titre posthume)